# Championnats d'Europe d'aviron 1930
Navigation
Édition précédente Édition suivante
Les championnats d'Europe d'aviron 1930, trente-et-unième édition des championnats d'Europe d'aviron, ont lieu en 1930 à Liège, en Belgique.